# 精霊流し (曲)
「精霊流し」（しょうろうながし）は、1974年4月25日にグレープがリリースしたシングル曲である。後にヴォーカル担当のさだまさしが自伝的小説として書き下ろし、テレビドラマおよび映画化された。

## 楽曲

### 解説
- さだのソロデビュー後は、自身のアルバム『帰郷』などにてセルフカバーした。
- タイトルにある通り、毎年8月15日にさだの故郷である長崎県長崎市で行われる精霊流しを題材とした作品である。直接的には、さだの母方の従兄が水難事故で亡くなってしまったときの精霊流しの思い出がモチーフになっており、このエピソードについては、「親父の一番長い日」のB面である「椎の実のママへ」でも歌われている。
- さだはこの作品で、第16回日本レコード大賞作詩賞を受賞している。この受賞に対して「幼いころから音楽教育を受けていたので作曲賞を受けるのはわかる気がするが、我流で始めた作詞で賞を受けるのは意外であり、その分うれしさも大きい」という主旨の発言をしている[要出典]。
- 発売当初は売れ行きが伸びなかったが、東海ラジオ元アナウンサーの蟹江篤子が自分の担当する『ミッドナイト東海』で毎週のように流し続けたところ、徐々に人気が上がり始め、中京地区からヒットする形で全国へ広がっていった[2]。
- 上記のような事情から、リリースされて4か月あまり経ってオリコンの10位以内に初登場した[要出典]。「ふれあい」（中村雅俊）に次いで2位まで上昇した。グレープは1976年のアルバム『グレープ・ライブ 三年坂』も2位まで上昇しているがオリコンでの1位獲得はならなかった。なお、さだがオリコンで1位を初めて獲得したのはソロ・デビュー後の「雨やどり」である。
- 初回プレスは4500枚だったが、累計では130万枚を売り上げた[3]。シングル売上は95万枚とする記事もある[4]。
- グレープ時代のシングル・ヴァージョンとアルバム・ヴァージョン（『わすれもの』収録）とは別テイクであり、アルバムには曲名にもなった「精霊流し」の喧騒の雰囲気が伝わる爆竹の破裂音、鉦鼓の音などのSEがイントロ前及びアウトロに挿入されている。
- オリジナルの調性は第1コーラスが嬰ハ短調、第2コーラスは長2度上の嬰ニ短調である（シングル盤[注 2]、『わすれもの』[注 3]、『グレープ・ライブ 三年坂』[注 3]）。グレープ時代からあることはあったが、グレープ解散後はオリジナル調性から短2度上（第2コーラスでは短2度下になる）のニ短調に変えて[注 4]フルコーラスで歌われている（『夢ライヴ』、『書簡集 10th ANNIVERSARY 八夜連続コンサート"時の流れに"ライヴ』、『さだまさし白書〜リサイタル'92〜』、『LIVE二千一夜』など）。また、ギターの前奏・間奏・後奏のアレンジも変わった。
- 2003年2月19日には、下記のNHK総合で放送されたさだの同名の自伝的小説が原作のドラマの主題歌に使われたため、マキシシングル「精霊流し special maxi single」をソロ・ヴァージョンなど「精霊流し」5テイクに「空蝉」「療養所（サナトリウム）」「まほろば」（いずれもアルバム『夢供養』収録）のライヴ・ヴァージョンを加えて発表した。
- 2009年には中森明菜によってカヴァーされた（『フォーク・ソング2 〜歌姫哀翔歌』収録）。
- 2010年、故郷長崎県にてさだ自身が喪主となり、さだの実父の精霊流しを執り行った。
- 実際の精霊流しを知らない人から、精霊流しが「灯籠流し」であると誤解されていることもある[5]。

## 収録曲

### グレープのシングル
| #  | タイトル     | 作詞・作曲 | 編曲     | 時間 |
| -- | ------------ | ---------- | -------- | ---- |
| 1. | 「精霊流し」 | さだまさし | グレープ | 4:46 |

| #  | タイトル           | 作詞・作曲 | 編曲     | 時間 |
| -- | ------------------ | ---------- | -------- | ---- |
| 2. | 「哀しみの白い影」 | さだまさし | グレープ | 3:19 |

### さだまさしのマキシシングル
「精霊流し special maxi single」
| 全作詞・作曲: さだまさし。 |                                                  |            |            |                                                           |      |
| #                          | タイトル                                         | 作詞       | 作曲・編曲 | 備考                                                      | 時間 |
| 1.                         | 「精霊流し」                                     | さだまさし | さだまさし | NHK連続ドラマ『精霊流し〜あなたを忘れない』主題歌         | 5:45 |
| 2.                         | 「精霊流し」(オーケストラ・インストゥルメンタル) | さだまさし | さだまさし | 演奏:ジ・エイミー・カルテット（監修:さだまさし）          | 4:52 |
| 3.                         | 「精霊流し」(NHK紅白歌合戦ライヴ・ヴァージョン)  | さだまさし | さだまさし | 2002年12月31日〜『第53回NHK紅白歌合戦』より               | 4:56 |
| 4.                         | 「精霊流し」(ピアノ・インストゥルメンタル)       | さだまさし | さだまさし | 演奏:スティーブ・キューン（with ヴァイオリン:さだまさし） | 5:42 |
| 5.                         | 「精霊流し」(ライヴ・ヴァージョンwithトーク)     | さだまさし | さだまさし | ソロコンサート通算3000回達成記念集會「燦然會」より        | 9:25 |
| 6.                         | 「空蝉」(ライヴ・ヴァージョン)                   | さだまさし | さだまさし | Live at 大阪フェスティバルホール〜逢ひみてのツアーより    | 5:22 |
| 7.                         | 「療養所」(ライヴ・ヴァージョン)                 | さだまさし | さだまさし | Live at 大阪フェスティバルホール〜逢ひみてのツアーより    | 8:08 |
| 8.                         | 「まほろば」(ライヴ・ヴァージョン)               | さだまさし | さだまさし | Live at 大阪フェスティバルホール〜逢ひみてのツアーより    | 5:33 |
| 合計時間:                  | 合計時間:                                        | 合計時間:  | 49:43      |                                                           |      |

## カバー
- 森進一 - 1975年2月25日、スタジオアルバム『湯けむりの町』に収録
- 春日八郎 - 1976年、スタジオアルバム『春日八郎の長崎情緒』に収録
- 内山田洋とクール・ファイブ - 1976年8月、スタジオアルバム『ふれあいの時』に収録
- 城みちる - 1976年12月1日、スタジオアルバム『新しい旅立ち』に収録
- チェリッシュ - 1977年、スタジオアルバム『チェリッシュ・フォーク・コレクション』に収録
- 石川さゆり - 1978年7月25日、スタジオアルバム『火の国へ/砂になりたい』に収録
- ボニージャックス - 1979年、スタジオアルバム『旅情』に収録
- 高田みづえ - 1983年9月21日、スタジオアルバム『あの日に帰りたい』に収録
- ペギー葉山 - 1992年6月5日、企画アルバム『大全集〜ありがとう すてきな歌たち』に収録
- 松原のぶえ - 1996年10月19日、スタジオアルバム『松原のぶえ名曲選《第6集》シンガーソングライターの世界』に収録
- 雪村いづみ - 1997年1月22日、スタジオアルバム『Nothing But the Truth〜さだまさしを唄う〜』に収録
- 島倉千代子 - 1997年6月21日、スタジオアルバム『特選集 美しき天然〜ときめきをさがしに』に収録
  - 2009年4月22日、コンピレーションアルバム『エンカのチカラ -GOLD 70's-』に再収録
- 由紀さおり・安田祥子 - 1997年10月29日、スタジオアルバム『歌・うた・唄 Vol.2 スタンダード日本III』に収録
- 五木ひろし - 2004年6月23日、スタジオアルバム『五木ひろしが歌う!「日本の歌・歌謡史40」』に収録
- 長山洋子 - 2007年8月22日、シングル『悦楽の園』に収録
- トワ・エ・モワ - 2008年6月25日、スタジオアルバム『フォーク・ソングス』に収録
- 中森明菜 - 2009年7月29日、スタジオアルバム『フォーク・ソング2 〜歌姫哀翔歌』に収録
- 雨谷麻世 - 2010年11月24日、スタジオアルバム『雨谷麻世の音楽の捧げ物』に収録
- 坂本冬美 - 2014年11月26日、スタジオアルバム『Love Songs V 〜心もよう〜』に収録
- パク・ジュニョン - 2017年11月22日、スタジオアルバム『街の風景〜九州編〜』に収録
- 綾乃緒ひびき - 2018年11月9日、スタジオアルバム『明日のあなたへ』に収録
- 塩谷靖子 - 2018年12月19日、スタジオアルバム『慕わしき面影 〜ジャンルを超えた歌が織りなす物語〜』に収録
- 高橋優 - 2023年10月25日、トリビュートアルバム『みんなのさだ』に収録

ほか、インストゥルメンタルなどを含めグレープの楽曲としては数多くカバーされている。

## 小説
2001年に幻冬舎より刊行された、さだまさしによる同名の自伝的小説で、テレビ朝日『ほんパラ!関口堂書店』の1コーナー「ベストセラーへの道」で執筆から発売までを取り上げた。
さだまさしが本格的に書き下ろした初の小説で、後述の通りテレビドラマおよび映画化されたほか、小説の各場面をイメージしたさだまさしの楽曲を集めたコンピレーションアルバム『小説「精霊流し」の世界』も発売された。
- さだまさし『精霊流し』幻冬舎、2001年9月10日。ISBN 4-344-00111-7。
- さだまさし『精霊流し』幻冬舎〈幻冬舎文庫〉、2003年7月31日。ISBN 4-344-40406-8。

## テレビドラマ
2002年にNHK夜の連続ドラマ枠で放送された、市川森一脚本・坂口憲二主演によるテレビドラマシリーズ。詳細は『精霊流し〜あなたを忘れない〜』を参照。

## 映画
2003年に公開された同名の映画。さだ自身も出演した。内田朝陽の初主演映画。製作費約2億円。

### キャスト
- 櫻井雅彦：内田朝陽
- 石田春人：池内博之
- 木下徳恵：酒井美紀
- 櫻井喜代子：高島礼子
- 池田洋治：山本太郎
- 染丸：仁科亜季子
- 和田敬：蟹江敬三
- 野川初雄：椎名桔平
- 櫻井雅人：田中邦衛
- 石田節子：松坂慶子
- 川村陽介

### スタッフ
- 製作：東北新社、日活、電通、テレビ朝日、カルチュア・パブリッシャーズ
- 企画協力：幻冬舎、さだ企画
- 主題歌：さだまさし「精霊流し」
- 監督：田中光敏
- 脚本：横田与志
- 音楽：大谷幸
- 製作総指揮：植村伴次郎、中村雅哉
- 製作者：気賀純夫、早河洋、笠原和彦、石原清行、瀬崎巖
- 企画・翻案：近藤晋
- エグゼクティブ・プロデューサー：見城徹、松本勉、遠谷信幸、木村純一
- プロデューサー：辻井孝夫、田中渉、福吉健、村上比呂夫、宇都宮弘之
- 協賛：九州電力
- 後援：長崎県、長崎市
- 特別ロケ協力：九電工、九電産業
- 製作協力：日活撮影所

## 関連文献

### イラスト詩集
- さだまさし『さだまさし やさしさの風景　イラスト詩集 （Cherish book Pure）』白泉社、1978年1月。 - イラスト：大島弓子・樹村みのり・倉持知子・川崎ひろこ・忠津陽子・竹宮恵子・すみだうみん・汐見朝子・三原順・山田ミネコ・坂田靖子・こやのかずこ・西谷祥子・美内すずえ。

### 楽譜
- 『精霊流し』さだまさし 作曲、堀越隆一 編曲、堀越みちこ 監修、オンキョウパブリッシュ〈バイオリンセレクトライブラリー vs.19〉、2010年。ISBN 978-4-87225-249-1。 - ピアノ伴奏・バイオリンパート付き。

### CD
- 時の流れに さだまさし, v.5, パイオニアLDC, (1986)
- さだまさし 二番街の詩〜ヒット・メロディー集（インストゥルメンタル）, ワーナーミュージック, (1992-11) - 収録時間：51分50秒。
- ソング・フォー・ヴァイオリン〜ベスト・セレクション/幸田聡子, コロムビアミュージックエンタテインメント, (2000-9) - 収録方式：DDD、収録時間：67分58秒、収録年月：1998年12月-2000年3月。
- さだまさし 話のアルバムステージ・トーク・ライブ, 新潮CD, 第1巻, さだまさし 語り, 新潮社, (2001-6), ISBN 4-10-830060-2 - 収録：今津文化会館1998年7月27日ほか。
- 歌うヘッドライト コックピットのあなたへ 翼の折れたエンジェル, ワーナーミュージック, (2003-1)
- パック イン ミュージック, ワーナーミュージック・ジャパン, (2003-2)
- さだまさしベスト＆ベスト, ワーナーミュージック・ジャパン(出版) ケイエスクリエイト(発売), (2003-6)
- 帰郷, フォアレコード(出版) ユニバーサルミュージック(発売), (2005-5)
- 青春フォークベスト＆ベスト さだまさし、河島英五, ワーナーミュージック・ジャパン(出版) ケイエスクリエイト(発売), (2005-8) - 一部：ライヴ収録。
- フォークの楽聖名選集, ピュアハーツ, (2005-10)
- さだまさし3333 in日本武道館第1部 愛, Foa Records, (2005-12) - ライブ収録。
- フォーク＆ニューミュージックヒット・ソングス青春の詩, ユニバーサルミュージック(出版) ユニバーサル ミュージック, (2005-12)
- 母を讃えるコンサートまさしんぐworld30周年記念特別公演, フォアレコード(出版) ユニバーサルミュージック(発売), (2006-11) - カラーステレオビスタ音声：PCM。
- さだまさしライブベスト, ユーキャン(出版) ユニバーサルミュージック(発売), (2007-3) - ライブ収録。
- さだまさしベスト・セレクション デビュー20周年記念コンサート「のちのおもひに」, ユーキャン(出版) ユニバーサルミュージック(発売), (2008-6) - カラーステレオスタンダード音声：PCM。
- こころのうた, Sony Music Direct (Japan), (2009-6)
- プレミアム・ベストさだまさし/グレープ1973-1978, グレープ, ワーナーミュージック・ジャパン, (2009-6)
- あの素晴しい曲をもう一度 富澤一誠・名曲ガイド。時代が生んだ名曲39曲, 富澤一誠 監修, ユニバーサルミュージック, (2010-1) - 一部：モノラル収録、一部：ライブ収録。
- 主人公〜さだまさしクラシックス, 花井悠希 ヴァイオリン, コロムビアミュージックエンタテインメント, (2010-4)
- さだまさし東大寺コンサート2010, ユーキャン(出版) ユニバーサルミュージック(発売), (2011-10)
- 青春のフォークソングス名曲集, ザ・プレミアムベスト, ポニーキャニオン, (2012-10)
- さだまさしプレゼンツカフェ・ド・マサシプレイズ・ヴァイオリンMasashi Sada presents caf de Masashi plays violin, ユーキャン(出版) ユニバーサルミュージック(発売), (2012-11)
- さだまつり さだまさしデビュー40周年記念コンサート, 後夜祭-うたうday-, ユーキャン(出版) ユニバーサルミュージック(発売), (2013-4)
- 天-オールタイム・ベスト-デビュー40周年＆ソロコンサート4000回記念, ユーキャン(出版) ユニバーサルミュージック(発売), (2013-6) - 初回限定盤。
- さだまさしソロコンサート4000回記念公演in日本武道館Performance Masashi Sada in Nippon Budokan since 1976, さだまさし4000＆4001 in日本武道館, 4000-2013.7.17-, ユーキャン(出版) ユニバーサルミュージック(発売), (2014-1)
- さだまさしソロコンサート4000回記念公演in日本武道館Performance Masashi Sada in Nippon Budokan since 1976, さだまさし4000＆4001 in日本武道館, 4001-2013.7.18-, ユーキャン(出版) ユニバーサルミュージック(発売), (2014-1)

## 関連項目

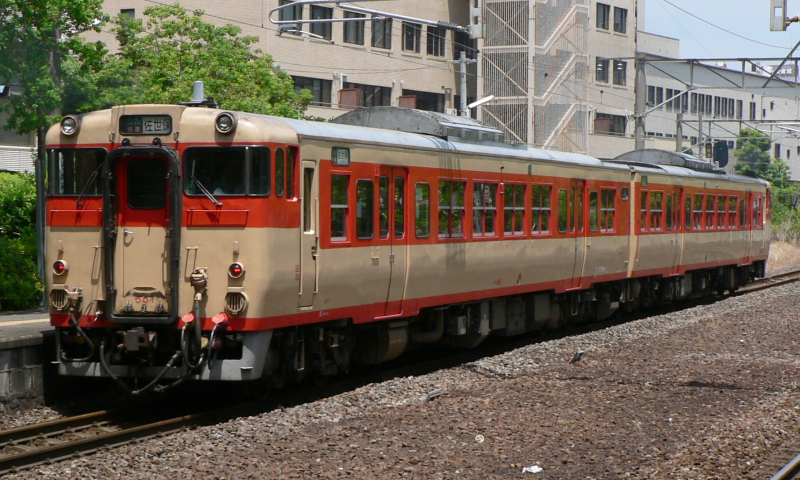
映画で登場した国鉄急行色のキハ66系第1編成